# Archivo Nacional Sueco
El Archivo Nacional Sueco (en sueco: Riksarkivet) es una agencia gubernamental, dependiente del Ministerio de Cultura. Creada en 1618, sus trabajos están orientados a conservar y gestionar el archivo de los documentos del Riksdag (Parlamento de Suecia), de los ministerios del Gobierno (Departement) y de la administración estatal en general.
La sede de la agencia está localizada en la isla de Kungsholmen en la ciudad de Estocolmo.
Además, tiene la responsabilidad de la edición del Diccionario Biográfico Sueco (Svenskt Biografiskt Lexikon), de la gestión de los escudos y blasones de las instituciones estatales y de la conservación de los documentos medievales de Suecia (Svenskt Diplomatarium).